# Opętanie (film 2002)
Opętanie (ang. Possession) – brytyjsko-amerykańska komedia romantyczna z gatunku dramat z 2002 w reżyserii Neila LaBute’a, powstały na podstawie powieści A.S. Byatt pt. Possession z 1990 roku. Wyprodukowana przez wytwórnię Focus Features, Warner Bros., Baltimore Spring Creek Productions, Contagious Films i USA Films. Premiera filmu odbyła się 16 sierpnia 2002.

## Produkcja
Zdjęcia do filmu rozpoczęto 29 sierpnia 2000 roku, a zakończono w grudniu 2000. Zrealizowano je w Anglii, głównie w hrabstwie North Yorkshire (Pickering, Ravenscar, Skipton, Scarborough, Saltburn-by-the-Sea, Goathland, Whitby). Pozostałe angielskie lokacje to: Londyn (m.in. British Museum), Stevenage (Hertfordshire), Carnforth (Lancashire), Lincoln (Lincolnshire) oraz Henley-on-Thames (Oxfordshire). We Francji nakręcono sceny na uniwersytecie w Caen.

## Fabuła
Naukowiec Roland Michell (Aaron Eckhart) znajduje listy miłosne poety z epoki wiktoriańskiej. Prosi o pomoc znawczynię literatury Maud Bailey (Gwyneth Paltrow). Zgłębiając sekrety łączące Randolpha Henry’ego Asha (Jeremy Northam) z Christabel LaMotte (Jennifer Ehle), Roland i Maud uświadamiają sobie, że się kochają.

## Obsada
- Gwyneth Paltrow jako Maud Bailey
- Aaron Eckhart jako Roland Michell
- Lena Headey jako Blanche Glover
- Jeremy Northam jako Randolph Henry Ash
- Jennifer Ehle jako Christabel LaMotte
- Trevor Eve jako profesor Morton Cropper
- Toby Stephens jako Fergus Wolff
- Anna Massey jako lady Bailey
- Holly Aird jako Ellen
- Felicity Brangan jako Lucy
- Craig Crosbie jako Hildebrand
- Tom Hollander jako Euan
- Meg Wynn Owen jako pani Lees
- Christopher Good jako Crabb-Robinson
- Graham Crowden jako sir George
- Georgia Mackenzie jako Paola[2]